# Pyrrhus III
Pyrrhus III var kung av Epiros mellan 234 och 234 f.Kr.. 